# カムトゥイ県
カムトゥイ県（カムトゥイけん、ベトナム語：Huyện Cẩm Thủy / 縣錦水? ）は、ベトナム社会主義共和国タインホア省の県。面積は425.03 km²、人口は113,580人（2009年）である。

## 行政区画
1市鎮16社を管轄する。